# Яунземе, Инесе Вилисовна
Инесе Вилисовна Яунземе (латыш. Inese Jaunzeme, 21 мая 1932, Плявиняс — 13 февраля 2011, Рига) — советская латвийская метательница копья, хирург-ортопед и специалист в пластической хирургии. Первая латышка-олимпийская чемпионка, золото в метании копья на Олимпиаде в 1956 году в Мельбурне. Заслуженный мастер спорта СССР (1957). Кавалер ордена Трудового Красного Знамени. Офицер ордена Трёх звёзд.

## Биография
Чемпионка III Всемирных юношеских игр. Четырёхкратная чемпионка Латышской ССР (1952, 1956, 1958 и 1960 годы). Пять раз улучшала рекорды Латвии (последний раз в 1960 году — 55,73 метра). 
Кроме метания копья занималась также баскетболом, входила в республиканскую сборную. В 1956 и 1957 годах признавалась лучшей спортсменкой Латышской ССР.
Окончила Рижский медицинский институт по специальности ортопед (1960). Заслуженный хирург, доктор медицинских наук. Лауреат Государственной премии Латвийской ССР. Президент МАО (Мировой ассоциации олимпийцев). Президент Латвийского олимпийского клуба. В 2000 году во время Олимпийских игр в Сиднее была хозяйкой «Латышского дома».
Три дочери — Андра, Ингуна, Вита.
Скончалась 13 февраля 2011 года в Риге.

## Награды
- офицер ордена Трёх звёзд (03.11.2000)[4]
- орден Трудового Красного Знамени (27.04.1957) — «за успехи, достигнутые в деле развития массового физкультурного движения в стране, повышения мастерства советских спортсменов, и успешное выступление на международных соревнованиях»
- Почётная грамота Кабинета Министров Латвии (07.02.1996)[5]